# Przypowieść błękitna
Przypowieść błękitna – album Romana Kołakowskiego z 1985 roku.

## Lista utworów
Strona A:
1. Przypowieść błękitna (Roman Kołakowski – Roman Kołakowski)
2. Ballada (Roman Kołakowski – Czesław Miłosz)
3. Campo di Fiori (Roman Kołakowski – Czesław Miłosz)
4. Licytacja (Roman Kołakowski – Tadeusz Borowski)
5. Pieśń (Roman Kołakowski – Tadeusz Borowski)
6. Miasteczko (Roman Kołakowski – Andrzej Bursa)
7. Piosenka umarłych (Roman Kołakowski – Stanisław Stabro)

Strona B:
1. Wiersze (Roman Kołakowski – Roman Kołakowski)
2. Biała lokomotywa (Roman Kołakowski – Edward Stachura)
3. Brookliński most (Roman Kołakowski – Edward Stachura)
4. Szar (Roman Kołakowski – Włodzimierz Szymanowicz)
5. Czemu nie ma tancerki (Roman Kołakowski – Rafał Wojaczek)
6. Na jednym rymie (Roman Kołakowski – Rafał Wojaczek)
7. Rimbaud (Roman Kołakowski – Władysław Broniewski)

Źródło.